# Cinco
El cinco (5) es un número natural impar que sigue al 4 (cuatro) y precede al 6 (seis).
- Pronunciación de cinco, versión España.ⓘ
- Pronunciación de cinco, versión Hispanoamérica.ⓘ
- El número cinco en código morse.ⓘ

## Matemáticas

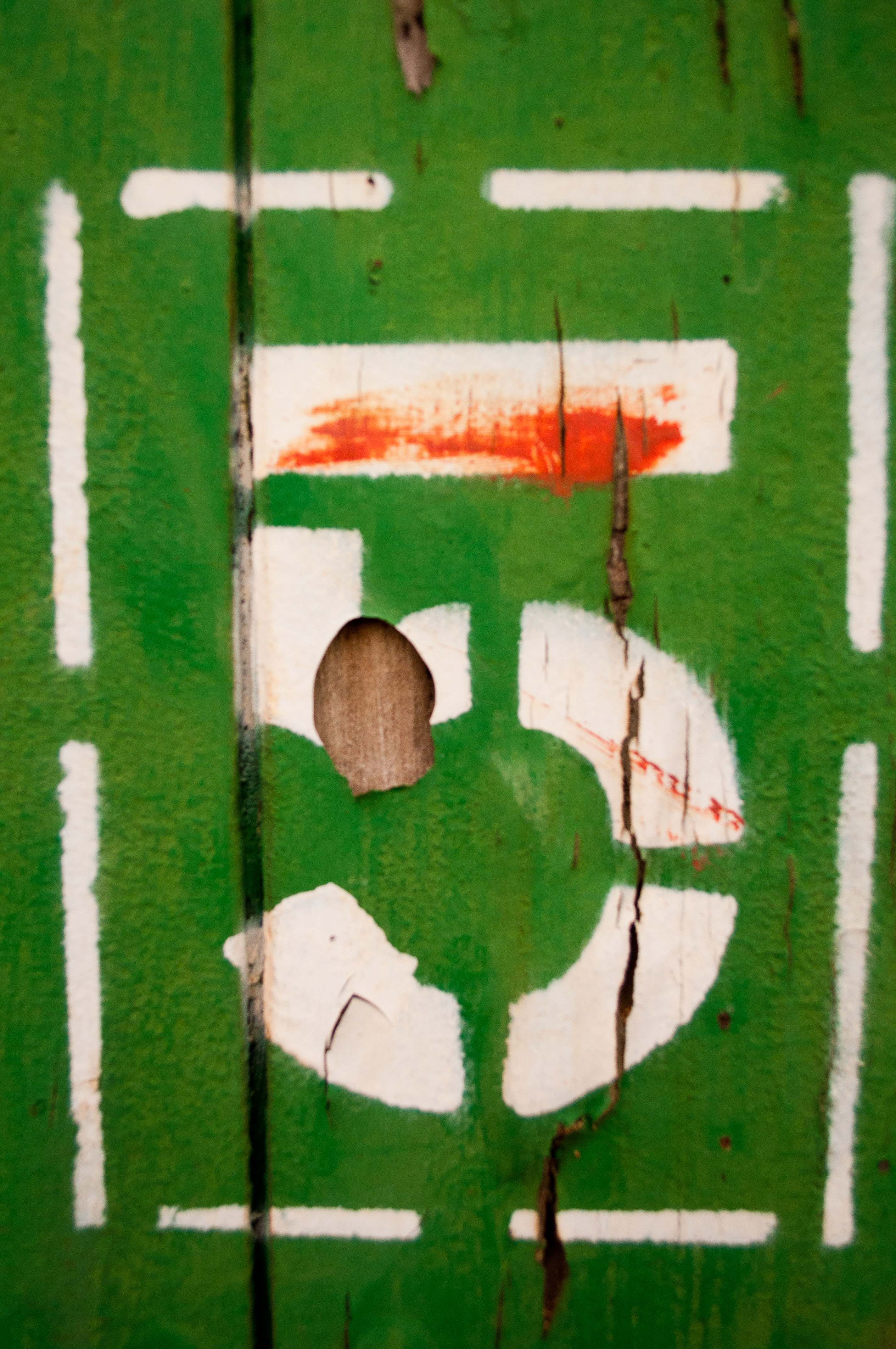
Forma usual de conteo gráfico del número cinco

### Aritmética y álgebra
- Es el 3.er número primo, después del 3 y antes del 7, con ellos forma la única terna que son términos de una progresión aritmética de tres primos consecutivos con razón 2.[1]
- Número piramidal cuadrado [cita requerida].
- Es un número primo pitagórico: 22+ 12= 5 = 4·1+1.[cita requerida]
- Como (2+i)(2-i)= (1+2i)(1-2i)=5,m el cinco no es primo gaussiano.
- El conjunto K de restos de congruencia módulo 5 tiene 5 elementos: 0,1,2,3 y 4. Estos con la adición forman un grupo abeliano de orden 5.[2]
- El 1 tiene cinco raíces quintas, una real el 1, cuatro raíces imaginarias y a la vez raíces primitivas.[3]
- Hay cinco postulados de Peano para la construcción del sistema de los números naturales.[4]
- Es el 5.º término de la sucesión de Fibonacci después del 3 y antes del 8, también es el único número de Fibonacci en que el cardinal y el ordinal se refieren al mismo número.
- El conjunto potencia de un conjunto A  de 5 elementos tiene exactamente 25=32 subconjuntos de A.[5]
- Es el segundo número de Fermat, después del 3 y antes del 17.
- Según el Teorema de Abel-Ruffini, la ecuación de quinto grado es la de menor grado que no tiene fórmula para su resolución.
- Si multiplicamos cualquier número par (≠ 0) por 5,   el  último dígito del producto siempre finaliza en cero.
- Un polinomio de grado 5 a lo más tiene seis términos.
- Una ecuación algebraica de grado 5, con coeficientes enteros, necesariamente tiene por lo menos una raíz real.
- (a+b)5  o sea la quinta potencia de 5 tiene seis términos.[6]

### Geometría
- 5 es la hipotenusa de un triángulo rectángulo cuyos catetos son 3 y 4. Resultado conocido y usado por egipcios y babilonios.[7]
- 5 es el cateto de un triángulo rectángulo cuya hipotenusa es 13 y el otro cateto es 12.
- Hay exactamente 5 poliedros regulares, llamados sólidos platónicos.
- El polígono de cinco lados se nombra pentágono. El pentágono regular tiene ciertas propiedades como que  la razón entre la longitud de su diagonal y la longitud de su lado es el número áureo.[8]
- El pentágono convexo tiene 5 lados y 5 diagonales.
- El pentágono regular tiene 5 ejes de simetría que pasan por cualquier vértice y el punto medio del lado opuesto.
- Hay 5 postulados de Euclides.[9]
- El dodecaedro es el único de los cinco poliedros regulares cuyas caras son todas pentágonos regulares.

### Teoría de números
- Es un número pentagonal.[cita requerida]
- Es un número de Catalan.
- Es un número de Pell.
- Es un número de Bell.
- Es un término de la sucesión de Padovan.
- Un número de Sierpinski.
- Único número que forma parte de más de un par de primos gemelos. Cinco también es el único primo que es la suma de dos primos consecutivos, a saber, 2 y 3.
- Un número primo de Wilson
- Es un primo de Eisenstein sin parte imaginaria y parte real de la forma 3 n - 1 .
- Un número de Perrin.
- Forma un par de números primos sexys junto con 11.
- Número de Thabit.[cita requerida]

### Sistemas de numeración quinarios

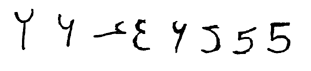
Evolución del signo representativo del cinco en el sistema de numeración indoarábigo

Cuando el concepto de número se hizo lo suficientemente amplia, los diversos pueblos de la antigüedad fueron la necesidad de expresar en un lenguaje simbólico. Puesto que el ser humano tiene cinco dedos en cada mano, diez y veinte en los dos teniendo en cuenta los dedos del pie, estos números se perfila como la base preferida de los diferentes sistemas de numeración. El sistema de base cinco se llama quinario.
Un estudio llevado a cabo sobre las culturas precolombinas determinó que cerca de un tercio utilizaban algún sistema de numeración decimal; poco menos de un tercio algún sistema quinario o quinario-decimal, un poco menos todavía eran los que utilizaban algún sistema binario, alrededor de un 10 % mantenían algún sistema vigesimal, el 1 % algún sistema ternario y el resto utilizaban sistemas no identificables con estas bases de numeración. Todo ello es una muestra de lo importante de este número para las diferentes culturas humanas.

## Química
- Número atómico del boro (B).
- El grupo 5 de la tabla periódica es denominado también como la familia de vanadio.

## Astronomía
- Objeto de Messier M5 es un cúmulo globular que se encuentra en la constelación de Serpens.

## Pentagrama
En matemáticas, un «pentagrama» (también llamado «pentáculo», «pentalfa» o «pentangular») es una estrella de cinco puntas dibujada con cinco trazos rectos. La importancia de esta figura es que si tomamos los cinco segmentos fáciles de encontrar en los gráficos, ordenada de mayor a menor y calcular la relación entre la longitud de uno respecto al otro, se obtiene el número de oro.
A pesar de que inicialmente aparece asociado con el dios cosmos u orden de brujo de Babilonia, esta cifra era muy estrechamente relacionados con los pitagóricos, que lo utilizó como un símbolo. Los números de Pitágoras en relación con diferentes atributos, elementos u objeto físico, para que el personal se asoció con el número cinco, la vida, poder e invulnerabilidad. Muchos autores creen que el pentagrama es uno de los muchos elementos tomados de los pitagóricos de los babilonios, pero otros lo dudan. A su vez, se cree que el fin de la doctrina filosófica de Pitágoras está estrechamente relacionado con el descubrimiento geométricas que la razón de la diagonal del pentágono y su lado no es un número racional, que realmente ocurrió antes de la demostración algebraica de la irracionalidad √ 2. Pero el pentagrama continuó su existencia en la filosofía platónica.
Con el tiempo fue tomando un valor místico propio, que en algunas concepciones representa la pureza, la perfección o la belleza, mientras que en otras es un símbolo asociado a lo demoníaco e imperfecto, al ser el antecesor del seis, valorado por ser un número perfecto.
Aunque los pitagóricos dieron mucha importancia a la música y realizaron amplios estudios de ella, el pentagrama musical nada tiene que ver con ellos o su filosofía. Fue creado en el año 1025 por el músico italiano Guido de Arezzo.

## En la naturaleza

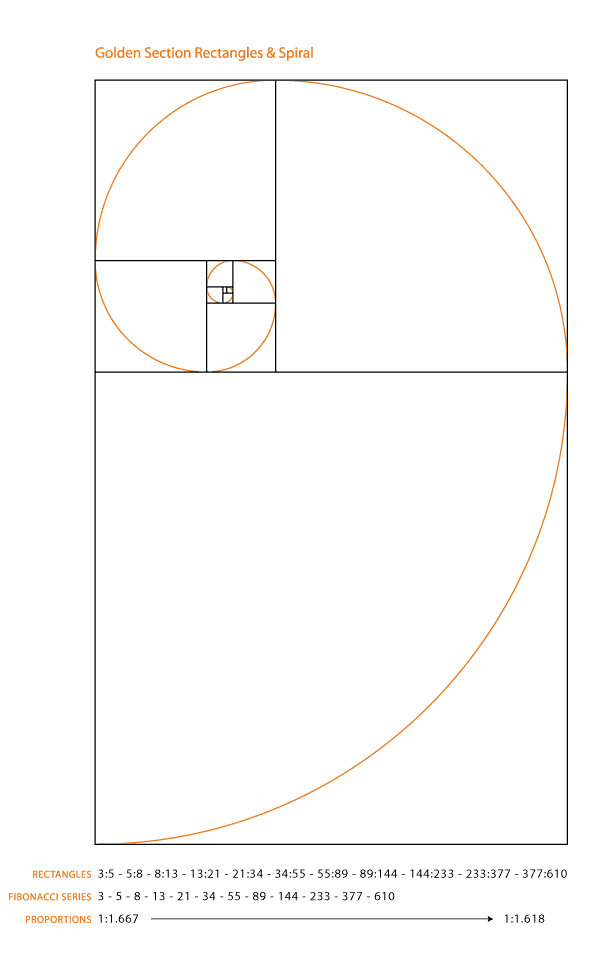
Construcción de una espiral logarítmica

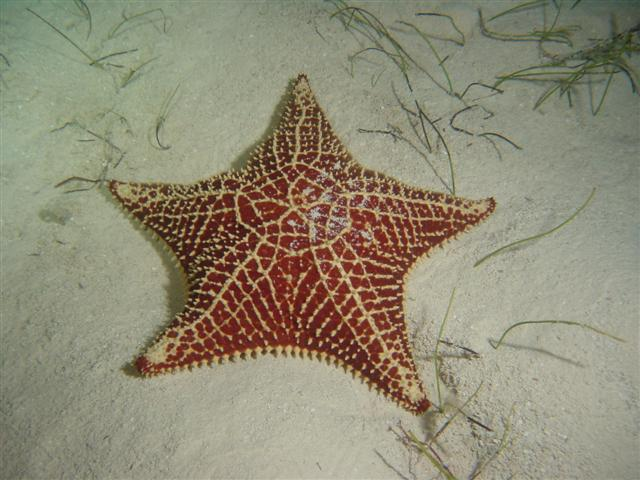
Oreaster reticulatus, estrella de mar típica de cinco brazos.

En la naturaleza, la evolución biológica determinó que ciertos patrones de simetría se repitieran con frecuencia, ya sea por estética o funcionalidad. Uno de los casos más frecuentes es cuando hay cinco ejes de simetría, lo que se conoce como simetría pentarradial. 
En botánica es frecuente encontrar flores de cinco pétalos, hecho relacionado con la iluminación solar, distribución que responde a la Ley de Ludwig. 
A su vez, la distancia del codo al extremo de la mano es un quinto de la altura total de la persona.
El piritoedro es un cristal de pirita en forma de dodecaedro irregular.

### Pentamerismo
El pentamerismo es una cualidad exclusiva de las estrellas de mar, que consiste en una simetría pentarradial que algunos miembros de esta clase desarrollan desde el estado larvario. Aunque no todos son pentaméricos, sí tienen simetría bilateral, con un espectro que va de cinco a dieciséis brazos.

### El número áureo
El número áureo como razón, aparece numerosas veces, tanto en especies animales vegetales o fenómenos naturales, producto del equilibrio físico que se presenta en las distribuciones en forma de espiral logarítmica.
Varias inflorescencias tiene arcos que parten del centro y se desvían en sentido horario y antihorario, encontrándose las semillas en las intersecciones de las mismas. Debido a que es el empaquetamiento más eficiente, el cociente entre ellos es el número áureo. La concha de algunos cefalópodos, como el Nautilus, o el caparazón de algunos moluscos, como el caracol, tienen forma de espiral logarítmica.
La Galaxia de Bode tiene la forma de una doble espiral logarítmica.

### Origen de los cinco dedos
La mayor parte de las especies de vertebrados terrestres descienden de una clase de peces pulmonados denominados sarcopterigios. Fósiles de entre 359 y 345 millones de años muestran que las patas de los primeros anfibios tuvieron huesos en común con las aletas de unos peces de esta clase de 377 millones de años de antigüedad. Esta estructura tipo, para las primitivas extremidades, se denomina quiridio y se estima que apareció hace 365 millones de años.
Una de sus características es que tiene cinco dedos. Los descendientes de los titulares de los anfibios quiridio se han conservado o disminuido el número de dedos, ya que se cree que estas especies terrestres primitivas eran más de cinco dedos (polidactilia), son descendientes de las distintas clases de sarcopterigios. Reafirmar la competencia evolutiva como el mejor sistema de locomoción quiridio y tetrápodos, como su representante principal, haciendo que el pentadactilia predomina. Los seres humanos son tetrápodos, así que tenemos cuatro extremidades, por lo tanto, la explicación de por qué la mayoría de los seres humanos tienen cinco dedos en cada extremidad. A continuación, se refleja en la mayoría de los actuales sistemas de numeración, basado en la importancia de este número de la cuenta.

## Aspectos culturales
- En la cultura popular andina el número cinco es un número especial, quizás sagrado. Pues desde el quinto día del fallecimiento de una persona, después de la pichcada (rito del quinto día o despedida final), el alma del difunto se retira de su casa.[15]
- En el idioma aimara, el sistema de numeración es de base cinco, o un modelo quinario.[16]
- Único número respecto del cual la cantidad de letras coincide con el número que nombra. En ningún otro número escrito en castellano se da esta misma coincidencia.

## El 5 en la televisión
- XHGC-TDT: cadena de televisión abierta mexicana.